# Rubén Bacigalupe
Rubén Aníbal Bacigalupe Aunés (6 de outubro de 1966) é um empresário do setor fúnebre e político uruguaio do Partido Nacional. Foi presidente do Parlamento do Mercosul de 8 a 26 de junho de 2023. Pertence ao setor Todos, agrupamento político do Partido Nacional criado e liderado por Luis Lacalle Pou.

## Biografia
Bacigalupe milita desde 1984 no Partido Nacional. Entre 2000 e 2010, foi edil da Junta Departamental de San José.
Foi eleito deputado nacional para as legislaturas 1995-2000, 2015-2020 e 2020-2025 da Câmara de Representantes de Uruguai.
Em 2017, foi questionado pelo edil Pablo García, da Frente Ampla, por dívidas de 1,6 milhões de pesos que uma empresa fúnebre de sua propriedade tinha com a prefeitura de San José. Após o questionamento, Bacigalupe assegurou que assinaria um novo acordo de pagamento com a prefeitura.
É parlamentar do Mercosul desde a 14.ª legislatura (2020).Em maio de 2023, o Partido Nacional indicou Bacigalupe para ocupar o lugar de Gustavo Penadés na mesa diretora do Parlasul diante da investigação de Penadés por exploração sexual. Em 8 de junho de 2023, assumiu como presidente do organismo.